# 米谷美久
米谷 美久（まいたに よしひさ、1933年1月8日 - 2009年7月30日）は、日本の光学技術者。元オリンパス光学工業常務。

## 来歴・人物
香川県三豊郡大野原村（現 観音寺市大野原町）出身。香川県立観音寺第一高等学校、早稲田大学第一理工学部機械工学科卒業。
醤油醸造業を営む家庭に生まれる。高校生の頃から父親の持っていたライカのカメラで撮影を行い、早稲田大学に進むと在学中にカメラの内部構造に関する特許など4件を取得している。1956年（昭和31年）に同大学を卒業してオリンパス光学工業に入社。
入社3年目の1959年（昭和34年）に、当時の標準的なカメラの3分の1程度の価格となる6,000円で質の高いカメラを作るように命ぜられた。コスト削減のため部品点数の多いワインダーを歯車1つのダイヤル式に変え、この機構は後にレンズ付きフィルムなどでも採用されている。また、カウンターも円盤1枚をワインダーの上に乗せるだけにし、同じく部品点数を減らした。こうして浮かせたコストをレンズセットに使い、性能を重視して4枚組のテッサー型を採用した。また36枚フィルムで72枚の撮影ができるように日本初のハーフサイズカメラとし、メモするように気軽に撮れるという意味を込めてオリンパス・ペンと名付けられた。一方で試作品を見た自社工場の責任者からは玩具のようだとして生産を断られ、製品は下請けの町工場で組み立てられた。
ペンは大ヒットし、1963年（昭和38年）には一眼レフカメラのオリンパス・ペンFが開発・発売された。他社のカメラを分解せず自分の頭で新製品を考えるよう部下に命じ、1973年（昭和48年）に発売した小型軽量の一眼レフカメラシステムであるオリンパスOMシステムもヒット商品となっている。通常はデザイナーが行なっていた外観デザインも自ら手がけ、1980年に発売されたオリンパス・XA2はカメラとして初めてグッドデザイン大賞を受賞した。1984年（昭和59年）に取締役となり、1990年（平成2年）に第1事業部長、1992年（平成4年）に常務取締役に就任した。同年には米国写真マーケティング協会から日本人としては5人目、同技術者としては初めて写真の殿堂に選ばれている。フォトキナに参加すると雑誌編集者や写真愛好家が集まってその場がサイン会になるなど、海外でも高い評価を受けていた。
1996年（平成8年）から顧問となり、週に1回会社を訪れて技術面で助言を行っていた。2009年（平成21年）7月30日に呼吸不全により死去。

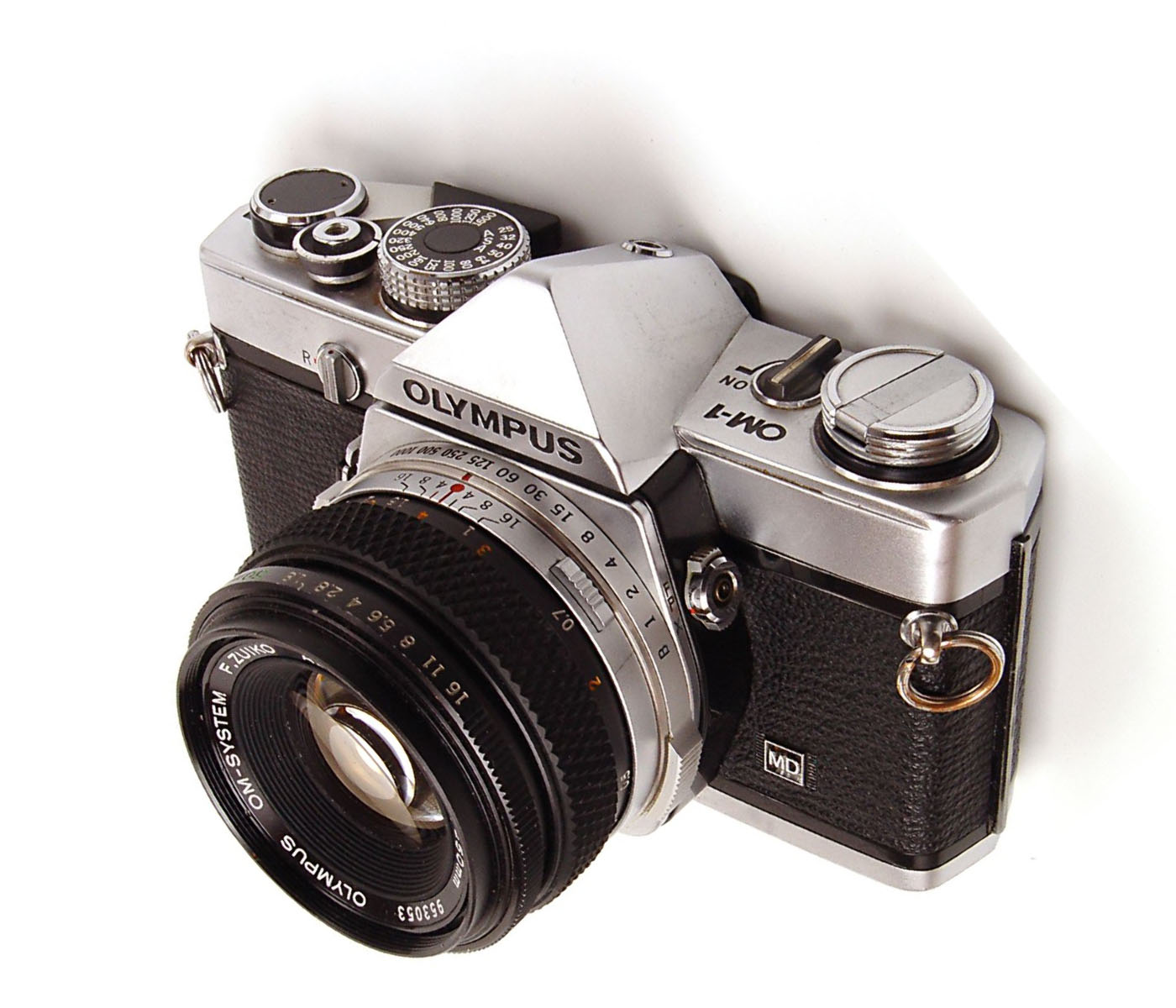
開発したOM-1